# チャルクリク県
チャルクリク県（チャルクリクけん、漢名：若羌県（ルォチャンシェン）、モンゴル語ローマ字：Chark(h)lik、ウイグル語ローマ字：Qakilik）は、中華人民共和国新疆ウイグル自治区バインゴリン・モンゴル自治州に位置する県。中国の県級行政区としては最大の面積を有する。

## 地理
タクラマカン砂漠の東南縁部に位置し、「さまよえる湖」として知られるロプノールがある。

## 歴史
1986年に婼羌県より現在の名称に改称された。

## 行政区画
5鎮、3郷を管轄：
- 鎮：チャルクリク鎮（若羌鎮  北緯39度01分23秒 東経88度10分01秒 / 北緯39.023度 東経88.167度座標: 北緯39度01分23秒 東経88度10分01秒 / 北緯39.023度 東経88.167度）、イェティムブラク鎮（依呑布拉克鎮）、ロプ・キョリ鎮（羅布泊鎮）、ワッシェリ鎮（瓦石峡鎮）、ティケンリク鎮（鉄干里克鎮）
- 郷：ウタム郷（吾塔木郷）、テョミュルリク郷（鉄木里克郷）、チメンタグ郷（祁曼塔格郷）

## 名所・旧跡
- 楼蘭故城
  - 楼蘭博物館
- ミーラン遺跡 - 紀元前1世紀ごろ、楼蘭が漢によって移転させられた都市の遺跡だとされる。また、7世紀ごろに吐蕃の城塞となった跡も残っている。1907年、オーレル・スタインは西洋文化の影響が見られる「有翼天使像」を発見した。
- 小河墓地 - 青銅器時代の母系制社会の古代墓地。

## 交通
- G218国道
- G315国道
- 和若線 - ホータン市に至る鉄道路線。2022年に開通[1]。
- 格庫線 - コルラと青海省のゴルムドを結ぶ鉄道路線。2020年12月に全線開通。
- チャルクリク駅 - 上記両線の交差駅。
- チャルクリク楼蘭空港

## 参照項目
- チャルチャン川